# ديفيد بواز
ديفيد بواز (بالإنجليزية: David Boaz)‏ هو كاتب أمريكي، ولد في 29 أغسطس 1953 في مايفيلد في الولايات المتحدة.

## وصلات خارجية
- ديفيد بواز على موقع IMDb (الإنجليزية)
- ديفيد بواز على موقع إن إن دي بي (الإنجليزية)
- ديفيد بواز على موقع قاعدة بيانات الفيلم (الإنجليزية)